# UCI Africa Tour 2015
El UCI Africa Tour 2015 fue la undécima edición del calendario ciclístico internacional africano. Se inició el 14 de enero de 2015 con el Tour de Egipto y finalizó el 20 de diciembre del mismo año en Marruecos, con el Challenge des phosphates-Grand prix de Youssoufia.

## Equipos
Los equipos que pueden participar en las diferentes carreras dependen de la categoría de las mismas. A mayor nivel de una carrera pueden participar equipos de más nivel. Los equipos UCI ProTeam, solo pueden participar de las carreras .1 pero tienen cupo limitado para competir, y los puntos que logran sus ciclistas no van a la clasificación. 
| Categoría | Categoría                    | Equipos |
| --------- | ---------------------------- | --- |
| .1        | 1.1 (Carrera de un día)      | * ProTeam (max 50%) * Profesionales Continentales * Continentales * Selecciones nacionales                 |
| .1        | 2.1 (Carrera de varios días) | * ProTeam (max 50%) * Profesionales Continentales * Continentales * Selecciones nacionales                 |
| .2        | 1.2 (Carrera de un día)      | * Profesionales Continentales * Continentales * Selecciones nacionales * Selecciones regionales * Amateurs |
| .2        | 2.2 (Carrera de varios días) | * Profesionales Continentales * Continentales * Selecciones nacionales * Selecciones regionales * Amateurs |

## Calendario

### Enero
| Fecha | Carrera        | Cat. | Ganador           | Equipo         |
| ----- | -------------- | ---- | ----------------- | -------------- |
| 14-18 | Tour de Egipto | 2.2  | Francisco Mancebo | Sky Dive Dubai |

### Febrero
| Fecha | Carrera                                      | Cat. | Ganador                                                                   | Equipo                 |
| ----- | -------------------------------------------- | ---- | ------------------------------------------------------------------------- | ---------------------- |
| 9     | Campeonato Africano Contrarreloj por Equipos | CC   | Eritrea Natnael Berhane Mekseb Debesay Merhawi Kudus Daniel Teklehaimanot | Selección de Eritrea   |
| 11    | Campeonato Africano Contrarreloj             | CC   | Tsgabu Grmay                                                              | Selección de Etiopía   |
| 14    | Campeonato Africano en Ruta                  | CC   | Louis Meintjes                                                            | Selección de Sudáfrica |
| 16-22 | Tropicale Amissa Bongo                       | 2.1  | Rafaâ Chtioui                                                             | Sky Dive Dubai         |
| 26    | GP Sakia El Hamra                            | 1.2  | Salah Eddine Mraouni                                                      | Selección de Marruecos |
| 27    | GP Oued Eddahab                              | 1.2  | Essaïd Abelouache                                                         | Selección de Marruecos |

### Marzo
| Fecha | Carrera                                | Cat. | Ganador                 | Equipo                               |
| ----- | -------------------------------------- | ---- | ----------------------- | ------------------------------------ |
| 1     | GP Al Massira                          | 1.2  | Abdelati Saadoune       | Selección de Marruecos               |
| 6     | Circuito de Argel                      | 1.2  | Hichem Chaabane         | Olympic Algérie Tour Aglo37          |
| 7-9   | Tour de Orán                           | 2.2  | Azzedine Lagab          | Groupement Sportif Pétrolier Algérie |
| 10    | Gran Premio de Orán                    | 1.2  | Janvier Hadi            | Selección de Ruanda                  |
| 12-14 | Tour de Blida                          | 2.2  | Mekseb Debesay          | Bike Aid                             |
| 13-22 | Tour de Camerún                        | 2.2  | Clovis Kamzong          | Selección de Camerún                 |
| 15    | Critérium Internacional de Sétif       | 1.2  | Mekseb Debesay          | Bike Aid                             |
| 16-19 | Tour de Sétif                          | 2.2  | Nabil Baz               | Velo Club Sovac                      |
| 21-24 | Tour de Annaba                         | 2.2  | Abdelbaset Hannachi     | Groupement Sportif Pétrolier Algérie |
| 25-27 | Tour de Constantino                    | 2.2  | Amanuel Ghebreigzabhier | Selección de Eritrea                 |
| 28    | Critérium Internacional de Constantino | 1.2  | Azzedine Lagab          | Groupement Sportif Pétrolier Algérie |
| 30    | Critérium Internacional de Blida       | 1.2  | Abdelbasset Hannachi    | Groupement Sportif Pétrolier Algérie |

### Abril
| Fecha | Carrera           | Cat. | Ganador           | Equipo          |
| ----- | ----------------- | ---- | ----------------- | --------------- |
| 3-12  | Tour de Marruecos | 2.2  | Tomasz Marczynski | Torku Sekerspor |
| 27    | PMB Road Classic  | 1.2  | Reynard Butler    | Team Abantu     |

### Mayo
| Fecha | Carrera                                         | Cat. | Ganador              | Equipo                 |
| ----- | ----------------------------------------------- | ---- | -------------------- | ---------------------- |
| 1     | Mayday Classic                                  | 1.2  | Hendrik Kruger       | Team Abantu            |
| 3     | Hibiscus Cycle Classic                          | 1.2  | Metkel Eyob          | WCCA Feeder            |
| 7     | Challenge du Prince-Trophée Princier            | 1.2  | Salah Eddine Mraouni | Selección de Marruecos |
| 9     | Challenge du Prince-Trophée de l'Anniversaire   | 1.2  | Essaïd Abelouache    | Selección de Marruecos |
| 10    | Challenge du Prince-Trophée de la Maison Royale | 1.2  | Anass Ait El Abdia   | Selección de Marruecos |

### Septiembre
| Fecha | Carrera                                      | Cat. | Ganador           | Equipo                 |
| ----- | -------------------------------------------- | ---- | ----------------- | ---------------------- |
| 27-2  | Tour de la Reconciliación de Costa de Marfil | 2.2  | Mouhcine Lahsaini | Selección de Marruecos |

### Octubre
| Fecha | Carrera                     | Cat. | Ganador            | Equipo                 |
| ----- | --------------------------- | ---- | ------------------ | ---------------------- |
| 14-18 | Gran Premio de Chantal Biya | 2.2  | Mouhssine Lahsaini | Selección de Marruecos |
| 30-8  | Tour de Faso                | 2.2  | Mouhssine Lahsaini | Selección de Marruecos |

### Noviembre
| Fecha | Carrera        | Cat. | Ganador               | Equipo                |
| ----- | -------------- | ---- | --------------------- | --------------------- |
| 15-22 | Tour de Ruanda | 2.2  | Jean Bosco Nsengimana | Team Rwanda Karisimbi |

### Diciembre
| Fecha | Carrera                                      | Cat. | Ganador            | Equipo                 |
| ----- | -------------------------------------------- | ---- | ------------------ | ---------------------- |
| 17    | Les Challenges Phosphatiers-GP de Khouribga  | 1.2  | Mouhssine Lahsaini | Al Marakeb             |
| 19    | Les Challenges Phosphatiers-GP de Ben Guérir | 1.2  | Abdelati Saadoune  | Al Marakeb             |
| 20    | Les Challenges Phosphatiers-GP de Youssoufia | 1.2  | Lahcen Saber       | Selección de Marruecos |

## Clasificaciones
- Nota: Las tablas de posiciones están actualizadas al 25 de diciembre.

### Individual
La integran todos los ciclistas que logren puntos pudiendo pertenecer tanto a equipos amateurs como profesionales, excepto los ciclistas de equipos UCI ProTeam.
| Posición | Ciclista              | Puntos |
| -------- | --------------------- | ------ |
| 1.º      | Salaheddine Mraouni   | 241    |
| 2.º      | Mouhssine Lahsaini    | 231    |
| 3.º      | Rafaâ Chtioui         | 221    |
| 4.º      | Mekseb Debesay        | 219    |
| 5.º      | Essaïd Abelouache     | 212    |
| 6.º      | Abderrahmane Mansouri | 156    |
| 7.º      | Anasse Ait El Abdia   | 149    |
| 8.º      | Azzedine Lagab        | 140    |
| 9.º      | Abdelbaset Hannachi   | 139    |
| 10.º     | Janvier Hadi          | 136    |

| 11.º | Nabil Baz               | 135 |
| 12.º | Abdelati Saadoune       | 131 |
| 13.º | Jean Bosco Insengiyumva | 127 |
| 14.º | Hendrik Kruger          | 122 |
| 15.º | Louis Meintjes          | 115 |
| 16.º | Soufiane Haddi          | 112 |
| 17.º | Amanuel Gebrezgabihier  | 106 |
| 18.º | Adil Barbari            | 106 |
| 19.º | Clovis Kamzong          | 101 |
| 20.º | Abdelkader Belmoukhtar  | 98  |

### Equipos
Sólo reservada para equipos profesionales de categoría Profesional Continental (2.ª categoría) y Continental (3.ª categoría), quedando excluidos tanto los UCI ProTeam como los amateurs. Se confecciona con la sumatoria de puntos que obtenga un equipo con sus 8 mejores corredores en la clasificación individual. La clasificación también la integran equipos que no estén registrados en el continente.
| Posición | Equipo            | Puntos |
| -------- | ----------------- | ------ |
| 1.º      | Sky Dive Dubai    | 571    |
| 2.º      | Pétrolier Algérie | 499    |
| 3.º      | MTN Qhubeka       | 471    |
| 4.º      | Al Marakeb        | 403    |
| 5.º      | Bike AID          | 239    |

| 6.º  | Europcar                     | 185,7 |
| 7.º  | Torku Sekerspor              | 104   |
| 8.º  | Bretagne-Séché Environnement | 95    |
| 9.º  | Velo Club Sovac              | 42    |
| 10.º | Veranclassic-Ekoi            | 33    |

### Países
Se confecciona mediante los puntos de los 10 mejores ciclistas de un país, no solo los que logren en este Circuito Continental, sino también los logrados en todos los circuitos. E incluso si un corredor de un país de este circuito, solo logra puntos en otro circuito (Europa, Asia, Africa, Oceanía), sus puntos van a esta clasificación. Al igual que en la clasificación individual, los ciclistas pueden pertenecer tanto a equipos amateurs como profesionales, excepto los ciclistas de equipos UCI ProTeam.
| Posición | País      | Puntos |
| -------- | --------- | ------ |
| 1.º      | Marruecos | 1270   |
| 2.º      | Argelia   | 1161   |
| 3.º      | Sudáfrica | 876    |
| 4.º      | Eritrea   | 802    |
| 5.º      | Ruanda    | 597    |

| 6.º  | Túnez                    | 386 |
| 7.º  | Camerún                  | 221 |
| 8.º  | Namibia                  | 168 |
| 9.º  | República Centroafricana | 143 |
| 10.º | Zimbabue                 | 140 |

### Países sub-23
| Posición | País      | Puntos |
| -------- | --------- | ------ |
| 1.º      | Argelia   | 444    |
| 2.º      | Ruanda    | 312    |
| 3.º      | Eritrea   | 290    |
| 4.º      | Marruecos | 188    |
| 5.º      | Sudáfrica | 163,7  |

## Evolución de las clasificaciones
| Fecha            | Clasificación individual | Clasificación por equipos | Clasificación por países | Clasificación por países sub-23 |
| ---------------- | ------------------------ | ------------------------- | ------------------------ | ------------------------------- |
| 25 de enero      | Francisco Mancebo        | Sky Dive Dubai            | Marruecos                | Ruanda                          |
| 25 de febrero    | Rafaâ Chtioui            | Sky Dive Dubai            | Sudáfrica                | Ruanda                          |
| 25 de marzo      | Rafaâ Chtioui            | Sky Dive Dubai            | Argelia                  | Argelia                         |
| 25 de abril      | Mekseb Debesay           | Pétrolier Algérie         | Argelia                  | Argelia                         |
| 25 de mayo       | Salaheddine Mraouni      | Sky Dive Dubai            | Argelia                  | Argelia                         |
| 25 de junio      | Salaheddine Mraouni      | Sky Dive Dubai            | Argelia                  | Argelia                         |
| 25 de julio      | Salaheddine Mraouni      | Sky Dive Dubai            | Argelia                  | Argelia                         |
| 15 de agosto     | Salaheddine Mraouni      | Sky Dive Dubai            | Argelia                  | Argelia                         |
| 25 de agosto     | Salaheddine Mraouni      | Sky Dive Dubai            | Argelia                  | Argelia                         |
| 25 de septiembre | Salaheddine Mraouni      | Sky Dive Dubai            | Argelia                  | Argelia                         |
| 25 de octubre    | Salaheddine Mraouni      | Sky Dive Dubai            | Argelia                  | Argelia                         |
| 25 de noviembre  | Salaheddine Mraouni      | Sky Dive Dubai            | Marruecos                | Argelia                         |
| 25 de diciembre  | Salaheddine Mraouni      | Sky Dive Dubai            | Marruecos                | Argelia                         |
| Final            | Salaheddine Mraouni      | Sky Dive Dubai            | Marruecos                | Argelia                         |